# Caltojar

Umístění obce v provincii Soria

Caltojar je obec ve Španělsku. Leží v provincii Soria v autonomním společenství Kastilie a León. Součástí obce jsou vesnice Bordecorex a Casillas de Berlanga.
V obci se nachází kostel svatého Michaela archanděla z 12. století. Jihovýchodně od Caltojaru se pak tyčí kamenná strážní věž z 10. století, zvaná Atalaya de la Veruela.